# Каменка (Керченский горсовет)
Ка́менка (до 1948 года Джанко́й; укр. Кам'янка, крымскотат. Canköy, Джанкой) — село, включённое в состав Керчи, сейчас — отдельное поселение (частный сектор) в северной части городского округа Керчь Республики Крым.

## История
Впервые в доступных источниках селение встречается в «Памятной книге Таврической губернии 1889 года» по результатам Х ревизии 1887 года, в которой Джанкой записан в составе Керчь-Еникальского градоначальства с 53 дворами и 278 жителями. На верстовой карте Крыма 1896 года в селении обозначено 53 двора с татарским населением. В 1905 году в посёлке было открыто татарское училище. В других доступных источниках второй половины XIX — начала XX века поселение не встречается, лишь упоминается в «Памятной книжке Керчь-Еникальского градоначальства на 1913 год».
После установления в Крыму Советской власти, по постановлению Крымревкома, 25 декабря 1920 года из Феодосийского уезда был выделен Керченский (степной) уезд, а, постановлением ревкома № 206 «Об изменении административных границ» от 8 января 1921 года была упразднена волостная система и в составе Керченского уезда был создан Керченский район в который вошло село (в 1922 году уезды получили название округов. 11 октября 1923 года, согласно постановлению ВЦИК, в административное деление Крымской АССР были внесены изменения, в результате которых округа были отменены и основной административной единицей стал Керченский район в который вошло село. Согласно Списку населённых пунктов Крымской АССР по Всесоюзной переписи 17 декабря 1926 года, в селе Джанкой, Еникальского сельсовета Керченского района, числилось 65 дворов, из них 33 крестьянских, население составляло 269 человек, все татары, действовала татарская школа I ступени (пятилетка). Постановлением ВЦИК «О реорганизации сети районов Крымской АССР» от 30 октября 1930 года (по другим сведениям 15 сентября 1931 года) Керченский район упразднили и село включили в состав Ленинского, а, с образованием в 1935 году Маяк-Салынского района (переименованного 14 декабря 1944 года в Приморский) — в состав нового района. На подробной карте РККА Керченского полуострова 1941 года в селении отмечено 60 дворов.
Указом Президиума Верховного Совета РСФСР от 18 мая 1948 года, Джанкой переименовали в Каменку. Ликвидировано в период с 1954 по 1968 год, как село Керченского горсовета, но, фактически, было включено в городскую черту, при этом продолжая оставаться отдельным поселением. В 1992 году микрорайону возвращено прежнее название Джанкой.